# Лопень
Лопень, також Яр Потоку — річка в Україні, у межах Немирівського та Липовецького району Вінницької області. Права притока р. Собок (притока Собу, басейн Південного Бугу). Тече через села Потоки та Пісочин. Впадає у Собок за 18 км від гирла. Довжина — 11 км, площа — 25,4 км².